# Zoologischer Garten Neunkirchen
Koordinaten: 49° 20′ 43″ N, 7° 12′ 21″ O
Der Zoologische Garten Neunkirchen oder Neunkircher Zoo ist der ältere und flächenmäßig größere der beiden saarländischen Zoos. Hier leben nach eigenen Angaben auf 21 Hektar Fläche rund 600 Tiere aus 120 Arten. Der Schwerpunkt des Zoos liegt bei asiatischen Tierarten. Eröffnet wurde er im Jahre 1926.

## Geschichte
Die Grundlage des Neunkircher Zoos wurde am 22. Oktober 1926 vom „Aquarien- und Terrarienfreunde Neunkirchen 1922 e. V.“ gelegt, als der Verein ein 50 Ar großes Gelände am Jedermannsbrunnen von der Stadt Neunkirchen pachtete, um dort mehrere Fischteiche anzulegen und ein Clubhaus zu bauen. 1927 wurden die ersten Käfige für Iltisse, Frettchen und Bussarde errichtet.
Im Jahre 1934 erwarb der Verein das zuvor gepachtete Gelände, im gleichen Jahr richtete er dort eine Zoo-Gaststätte ein und der erste Löwe zog in den Zoo ein. Bereits zwei Jahre später wurde das Zoogelände an die Stadt Neunkirchen zurückübertragen, da der Verein die Unterhaltskosten nicht finanzieren konnte.
Zu Beginn des Zweiten Weltkriegs wurde der damalige Tierpfleger und spätere Zooverwalter Philipp Muthweiler zum Wehrdienst einberufen. Damit stand kein fachkundiger Pfleger mehr zur Verfügung. Im weiteren Verlauf des Kriegs wurde der Tierbestand immer weiter verringert, die Anlagen wurden durch Vandalismus und Diebstahl stark zerstört.
Nach Kriegsende begann 1946 der Neuaufbau des Zoos unter der Leitung von Neunkirchens Bürgermeister Friedrich Brokmeier und Philipp Muthweiler. Im April 1949 wurde er als „Städtischer Tiergarten“ wiedereröffnet.
Im Jahr 1964 wurde der Zoo privatisiert und in eine GmbH mit dem Geschäftsführer Berthold Günther umgewandelt.
In der Folge wurde der Neunkircher Zoo stark erweitert, unter anderem durch den Bau eines Elefantenhauses, des Seelöwenbeckens und des Giraffenhauses. 1968 wurde der Tierbestand vom privat geführten Mainzer Tiergarten übernommen. Im Jahr 1970 wurden ein neues Verwaltungsgebäude errichtet sowie ein Zoo-Restaurant und ein neuer Eingang. 1987 spendete der in Neunkirchen geborene DDR-Staatschef Erich Honecker die Asiatische Löwin Honey aus der Zucht des Tierpark Berlin. 1999 wurde ein neues Affenhaus gebaut und 2004 ein neues Elefantenhaus.
Die Stadt Neunkirchen, die den Zoo seit 1994 mit drei Millionen Euro unterstützt hatte, investierte von 2012 bis 2016 weitere 1,5 Millionen Euro in die Modernisierung und naturnahe Gestaltung der Gehege.
Am Rande des Zoogeländes ist eine Quarantäne- und Auffangstation für beschlagnahmte exotische Tiere entstanden. Die Kosten hierfür wurden größtenteils vom saarländischen Ministerium für Umwelt übernommen. Das Richtfest wurde im Dezember 2017 gefeiert, die Eröffnung war am 23. August 2018.
Am 22. März 2018 wurde das sogenannte Streifenhyänen-Reservat eröffnet.

## Anlagen

### Raubtieranlagen
Auf einer Fläche von über 6000 m² bieten die 2014 eröffneten Raubtieranlagen drei größeren Raubtierarten Platz. Die Schneeleopardenschlucht beherbergt Luisa und Sagar, die beiden ersten Schneeleoparden im Saarland, und ihre im Mai 2016 geborenen Nachkommen Anusha und Aksar. Nachdem Sagar im September 2022 verstorben war, zog im Januar 2023 Schneeleopard Olaf in die Schneeleopardenschlucht.  Der ehemalige Bärenpark sowie der Rothundwald mit einem Rudel Asiatischer Wildhunde, auch Rothunde genannt, befinden sich im oberen Teil der Anlage. Die obere Bärenanlage wird von den beiden weißen Transvaal-Löwen Tajo und Amari bewohnt. Der untere Teil des Bärenparks ist seit dem Tod des letzten Braunbären Lars im September 2021 ungenutzt, aktuell befindet er sich im Umbau und soll danach ebenfalls den beiden Löwen zur Verfügung stehen.
Mit den gehaltenen Tierarten beteiligt sich der Neunkircher Zoo an den Europäischen Erhaltungsprogrammen und Europäischen Zuchtbüchern.

### Elefantentempel
Die im Jahr 2004 fertiggestellte Elefantenanlage ist mit ihren 5000 m² eine der größten in Deutschland und beheimatete im Jahr 2018 die zwei Asiatischen Elefanten Kirsty und Rani. Nachdem eines der beiden Tiere (Rani) im April 2020 eingeschläfert werden musste, wurde der Bestand im Juli 2020 durch die beiden asiatischen Elefanten Kühe Trinh und Hoa aus dem Zoo Leipzig ergänzt. Nachdem Elefanten Kirsty im Februar 2021 eingeschläfert werden musste, leben aktuell Hoa und Trinh zu zweit auf der Anlage. Die Elefantenanlage soll in den nächsten Jahren auf mehrere Hektar erweitert werden.

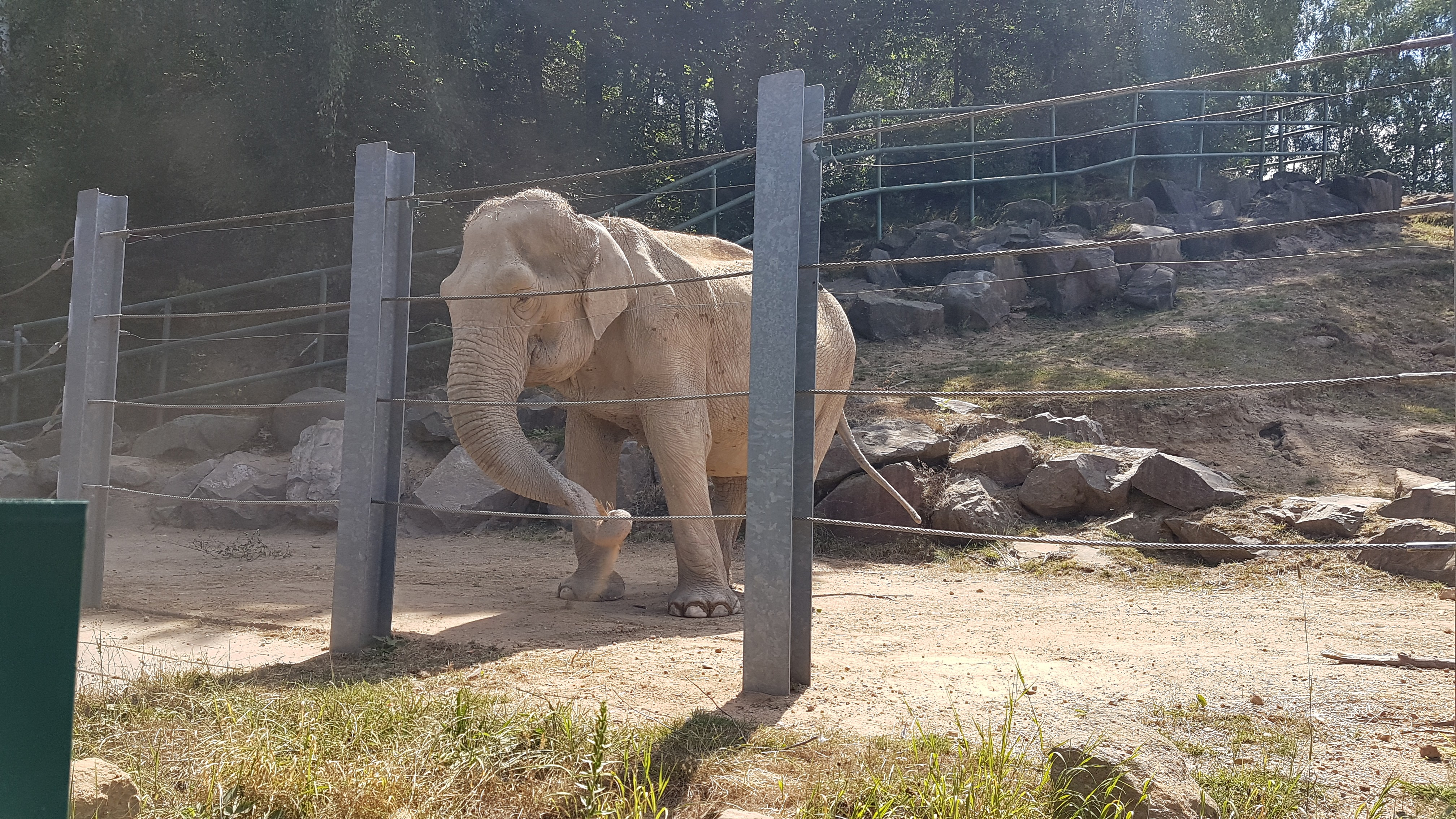
Einer der Asiatischen Elefanten beim Sandbaden

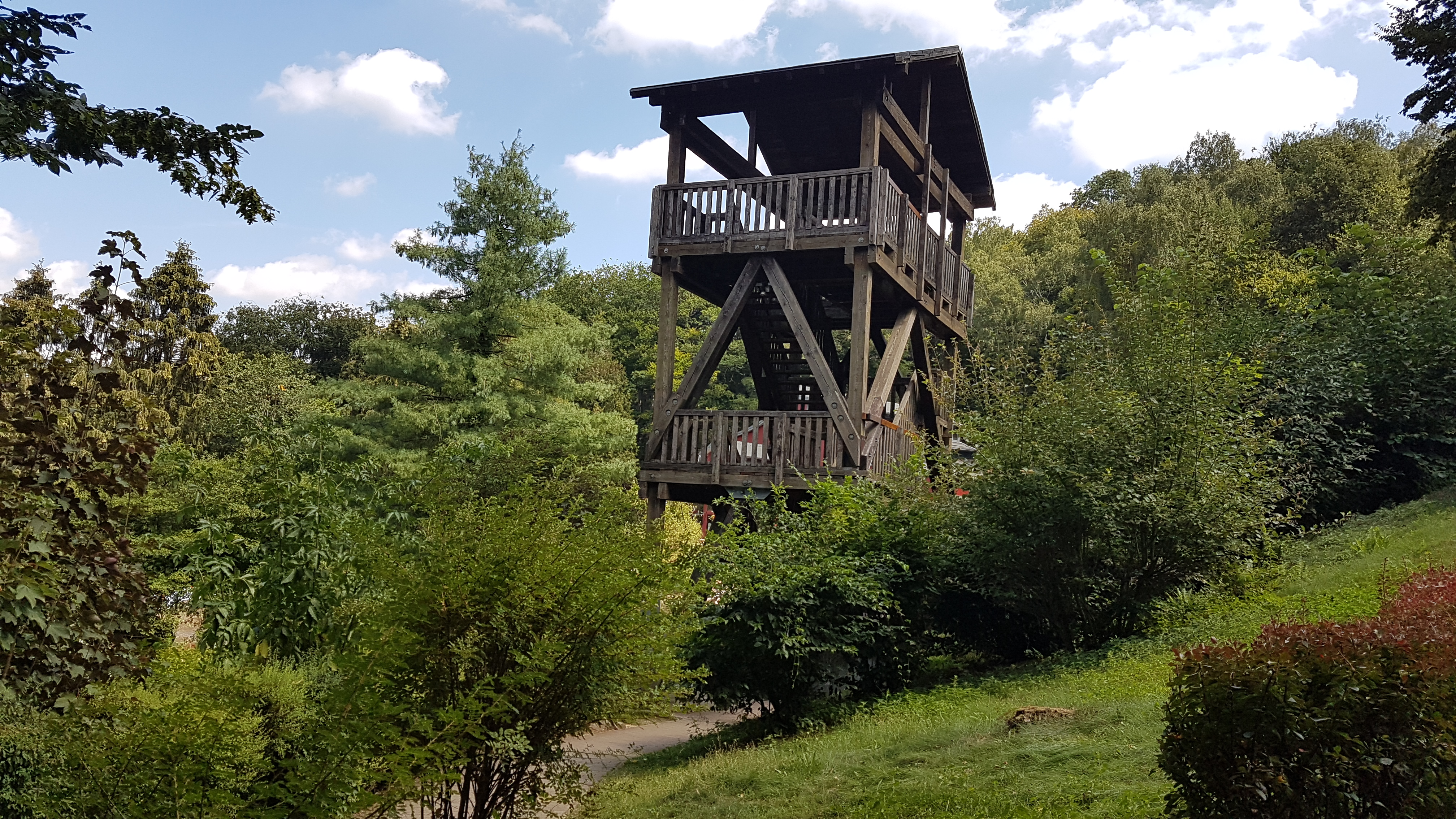
Der Elefantenturm, ein Aussichtsturm

Das Elefantenhaus wurde im Stil eines asiatischen Tempels errichtet. Im Innern des Elefantentempels leben in einem Großterrarium und mehreren Kleinterrarien weitere asiatische Tierarten wie die gefährdeten Krokodilschwanzechsen, Blaue Jemen-Vogelspinne, Vietnam-Moosfrösche und Insektenarten wie Stabschrecken oder die Philippinische Gespenstschrecke.

### Brillenpinguin-Bucht
Im Juni 2024 wurde die neue Brillenpinguin-Anlage des Neunkircher Zoos offiziell eröffnet. Sie befindet sich im Bereich des ehemaligen Seehundbeckens. Dort wurde von 2002 bis 2020 eine kleine Gruppe von Ostatlantischen Seehunden gehalten. Im Jahr 2020 wurde die Seehundhaltung im Neunkircher Zoo aufgegeben, die verbliebenen beiden Seehundweibchen wurden dem Zoo Arche Noah Grömitz übergeben.
In der Folgezeit wurde die Anlage im Rahmen eines Förderprojekts des Zoovereins Neunkirchen e.V. für die Brillenpinguine umgebaut. Die Entscheidung für diese Tiere wurde getroffen, weil sie sich als einzige freilebende Pinguinart Afrikas gut für unsere klimatische Zone eignen. Zudem verbringen sie ungefähr 2/3 ihrer Zeit an Land und können daher auch den Landteil hinter dem großen Wasserbecken der über 1100 Quadratmeter große Anlage nutzen.
Die ersten Gruppe von 11 Brillenpinguinen wurde aus dem Zoo ARTIS in Amsterdam übernommen und am 22. Juni 2024 in der neuen Anlage angesiedelt. Eine weitere Gruppe von 9 Tieren aus dem Tierpark Safari de Peaugres in der Nähe von Lyon traf im Juli 2024 in Neunkirchen ein.

### Affenhaus mit Kleiner Tropenhalle
Im 1999 neu eröffneten Affenhaus lebt eine Familiengruppe der in ihrer natürlichen Heimat, dem tropischen Regenwald, stark bedrohten Sumatra-Orang-Utans von der indonesischen Insel Sumatra und eine kleine Gruppe Kattas. In der kleinen Tropenhalle des Affenhauses leben auch verschiedene Froscharten als Vertreter der Amphibien: neben den aus Südamerika stammenden Pfeilgiftfröschen in mehreren Arten und den Kleinen Winkerfröschen von der Insel Borneo auch die in Zoos sehr selten gehaltenen Vietnamesischen Langnasennattern, die 2012 erstmals in einem deutschen Zoo in Neunkirchen nachgezüchtet wurden. Der Neunkircher Zoo koordiniert in einem Monitoring auch die Zuchtbemühungen für diese Natternart in den europäischen Zoos. Gebänderte Fidschileguane, Grüne Baumpythons, Borneo-Taubwarane und Mangshan-Vipern sind weitere Vertreter der Reptilien. Von Oktober 2015 bis Oktober 2022 lebten im angrenzenden Erlebnisbereich Tangkoko-Reservat eine Gruppe der stark gefährdeten Schopfmakaken, welche im Rahmen des Europäischen Erhaltungszuchtprogramms (EEP) gehalten werden. Ferner sind seit 2017 zwei Meerwasseraquarien, u. a. mit Seepferdchen und Anemonenfischen sowie eine Kolonie Blattschneiderameisen zu sehen. Nachdem die Schopfmakaken abgegeben wurden, fanden ein paar Umbauarbeiten statt und die Kattas zogen in dieses Gehege um. In dem Gehege leben außerdem Kapklippschliefer. Im Zuge dieser Umbauarbeiten wurde auch der ehemalige Bereich der Kattas umgebaut und dort lebt nun ein Fanaloka-Zuchtpaar.

### Ökopädagogische Falknerei

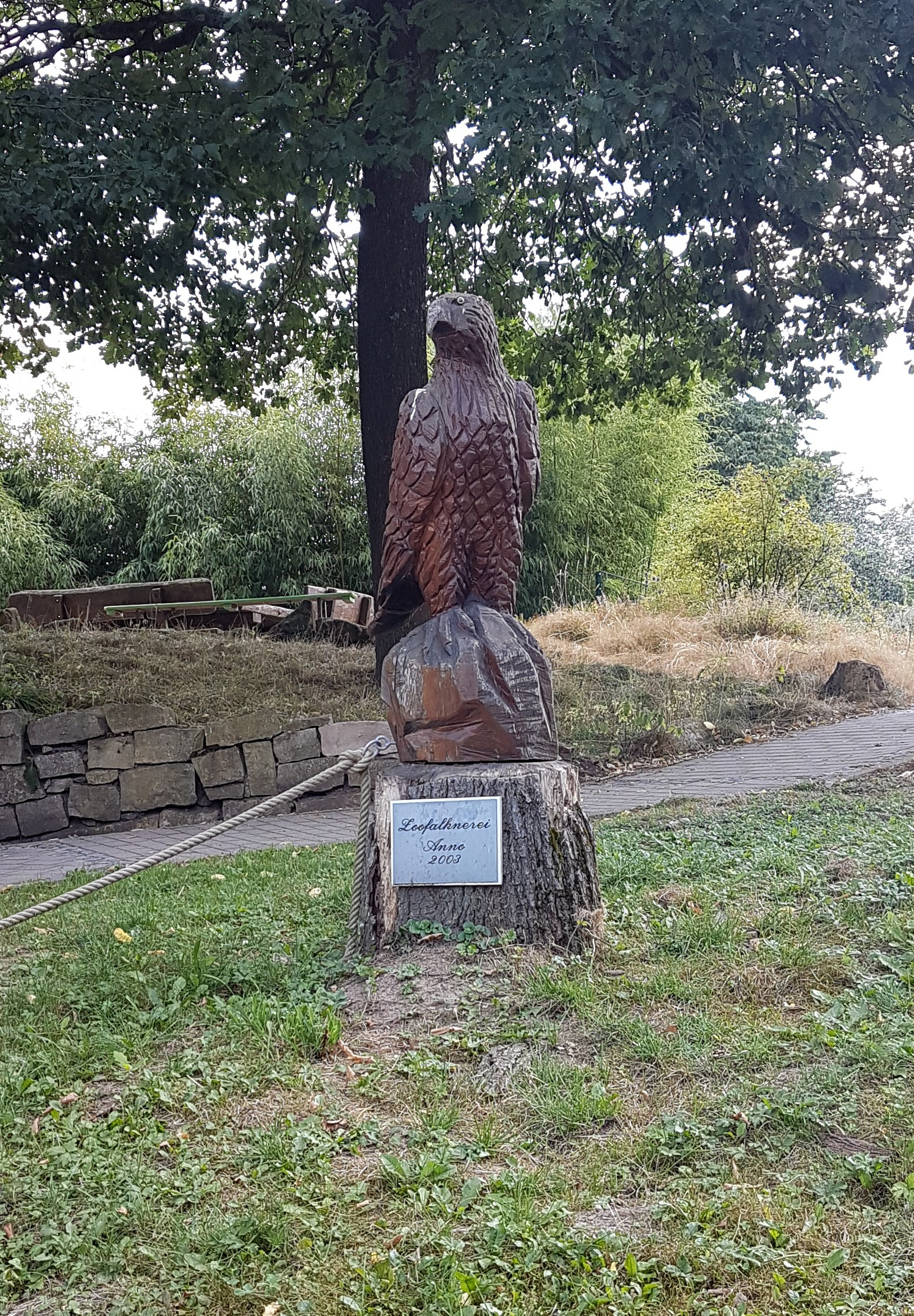
Statue eines Falken mit dem Eröffnungsjahr der Falknerei

Im Jahre 2003 öffnete die neue Zoofalknerei ihre Pforten. Es finden bei günstigen Wetterverhältnissen kommentierte Vorführungen statt. Außerhalb der Flugshows kann man unter anderem folgende Greifvögel in der Anlage beobachten: Weißkopfseeadler, Uhu, Schneeeule, Rotmilan, Mäusebussard und verschiedene Falken.

### Rudolf-Didas-Haus (Afrikanische Savanne)
Auf der Afrikanischen Savanne lebt neben Chapman-Steppenzebras auch eine Junggesellengruppe Giraffen, die aus zwei verschiedenen Unterarten besteht. So gehört der 2007 geborene Nangila aus dem Kölner Zoo zur Unterart „Netzgiraffe“, der gleichaltrige Gerry, geboren im Opelzoo Kronberg, ist eine Rothschild-Giraffe. Auch die Giraffen können unter Aufsicht der Tierpfleger gefüttert werden. Im an die Afrikanische Savanne angeschlossenen Rudolf-Didas-Haus, benannt nach dem langjährigen Vorsitzenden des Vereins zur Förderung des Neunkircher Zoos – Zooverein e. V., ist, neben den Innenanlagen der Giraffen und Steppenzebras, auch ein Großterrarium mit Kurzohrrüsselspringern und den aus felsigen und trockenen Gebieten Nordostafrikas stammenden Gewöhnlichen Gundis zu finden. Diese Nagetierart wurde schon mehrfach im Rahmen des Europäischen Zuchtbuches (ESB) erfolgreich im Neunkircher Zoo nachgezüchtet. Außerdem lebt angrenzend eine Gruppe Erdmännchen mit Pantherschildkröten vergesellschaftet.

### Fasanerie/Fossaanlage
In der 1988 als erstes Projekt des Vereins zur Förderung des Neunkircher Zoos – Zooverein e. V. eröffneten Fasanerie lebten in der Vergangenheit als Schwerpunkt die aus Asien stammenden, dieser Anlage den Namen gebenden, Fasane. Es wurden dort aber neben Diamant- und Goldfasanen auch australische Vögel – der Jägerliest, ein bräunlich gefärbter Rieseneisvogel, und der als australische Elster bezeichnete Weißrücken-Flötenvogel gehalten. Seit 2009 gehörte der Neunkircher Zoo zu den wenigen Haltern dieser zu den Sperlingsvögeln gehörenden Art. 2019 wurde die Fasanerie zur Fossa-Anlage umgestaltet. Mit dieser Art beteiligt sich der Neunkircher Zoo am Europäischen Erhaltungszuchtprogramm.

### Huftieranlagen
Im unteren Teil des Zoos befinden sich mehrere Gehege, die hauptsächlich von verschiedenen Huftieren bewohnt werden. Teilweise themenbezogen leben hier beispielsweise Alpakas mit Darwinnandus im Südamerika-Gehege, Hirschziegenantilopen und die in der Natur ausgestorbenen Vietnam-Sikahirsche im Asiatischen Tal, Bennett-Kängurus und Emus im Outback sowie Trampeltiere, Yaks und Karakul-Schafe auf der Steppenanlage.

## Geplante Projekte
Geplant ist ein chinesischer Garten mit typischer Bepflanzung sowie eine Pater-David-Voliere mit diversen Vögeln und Pater-David-Felsenhörnchen zu Ehren des französischen Naturforschers und Mönchs Armand David. Es entsteht ein Teich mit Überwinterungshaus zur Haltung der im Freiland stark bedrohten China-Alligatoren, von denen der Neunkircher Zoo seit 2014 EEP-Zuchtbuch-Koordinator ist.
Momentan wird der Eingangsbereich umgebaut und erhält einen Zooshop.

## Zoopädagogik

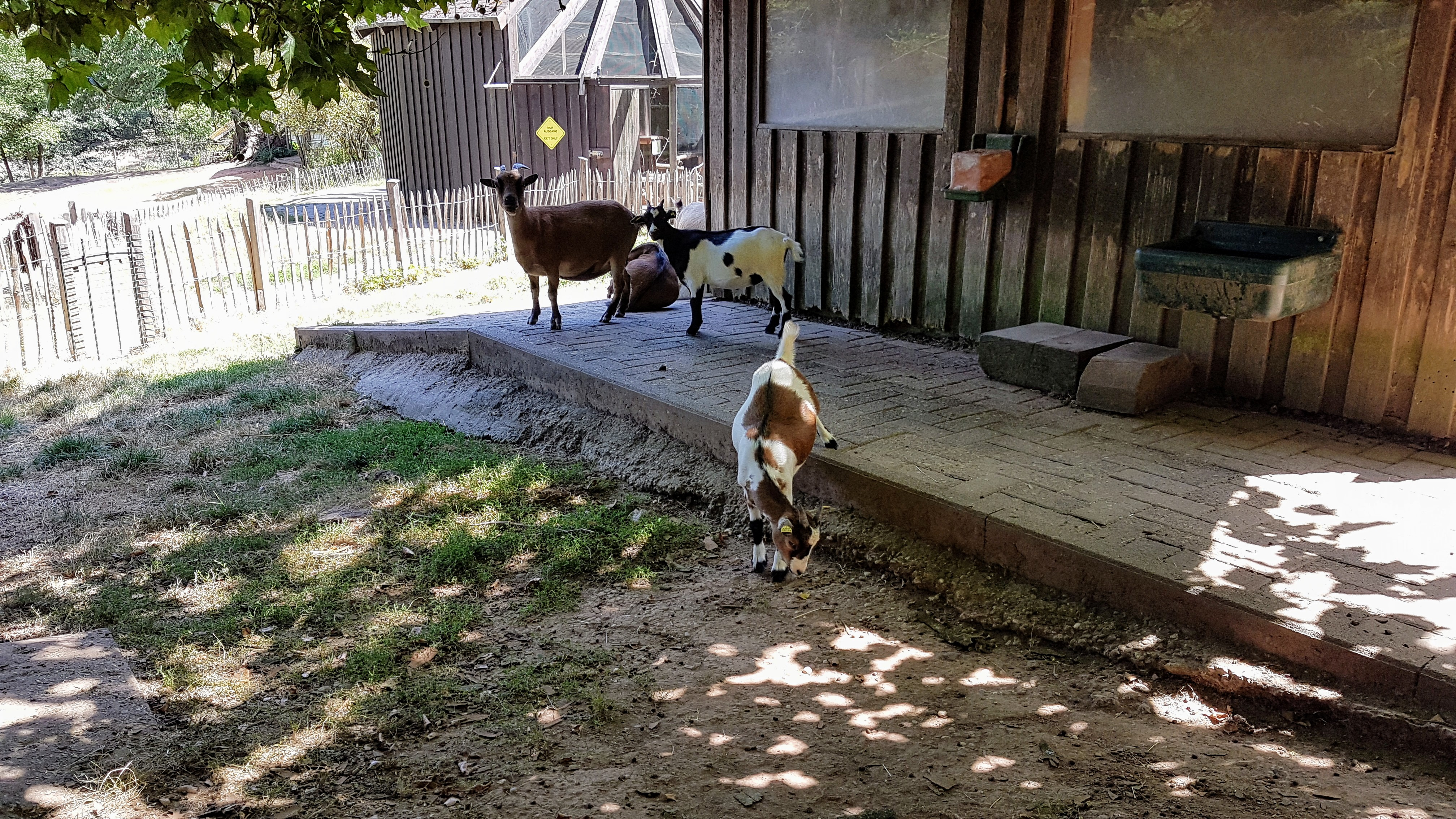
Ziegen im Steichelzoobereich Streichelkirchen

Für Kinder bietet der Zoo ein breit gefächertes Spektrum an Aktivitäten. Neben Spielplatz, Streichelzoo und Zoo-Rallye gibt es im Neunkircher Zoo eine zoopädagogische Abteilung. Es finden Sonderveranstaltungen wie z. B. Sommercamps in kirgisischen Jurten, Ferienprogramme, Kürbisschnitzen an Halloween statt.

## Körperwelten der Tiere
Die im Februar 2005 bzw. April 2006 im Neunkircher Zoo gestorbenen Elefantenkühe Samba und Chiana wurden von Gunther von Hagens plastiniert und zusammen mit weiteren Exponaten in der Premieren-Ausstellung Körperwelten der Tiere vom März bis Juni 2010 in einem eigens auf dem Zoogelände errichteten Zelt gezeigt. Zu der Ausstellung, die aufgrund des massiven Andrangs verlängert wurde, kamen über 117.000 Besucher. Die Einnahmen dienten u. a. dem Neubau eines Raubtierhauses. Von Hagens verzichtete größtenteils auf eine Beteiligung als Dank für die Überlassung der Elefanten- und anderer Kadaver zur Plastination.